# The Boulet Brothers' Dragula (4.ª temporada)
A quarta temporada de The Boulet Brothers' Dragula estreou em 19 de Outubro de 2021, sendo transmitida pelo Shudder em todos os territórios, apresentando 11 participantes competindo pelo titulo de novo Supermonstro Drag do Mundo e um prêmio em dinheiro no valor de 100 mil dólares.
Entre as participantes dessa temporada estão a ex-participante do reality show RuPaul's Drag Race Jade Jolie, participante da terceira temporada Saint, que ganhou seu lugar na competição na nova temporada após vencer o spin-off The Boulet Brothers' Dragula: Resurrection, e a participante da segunda temporada Dahli, que também participou do Resurrection.
O vencedor da quarta temporada foi Dahli, com HoSo Terra Toma, Saint e Sigourney Beaver como finalistas..
Mais tarde, Astrud Aurelia, HoSo Terra Toma e Koco Caine retornaram para o programa na primeira temporada de Dragula: Titans. Astrud acabou em quarto/quinta lugar enquanto HoSo e Koco foram finalistas da temporada, com Koco sendo anunciada como exosister.

## Participantes
As participantes da quarta temporada foram anunciadas em 8 de Setembro de 2021
| Participante     | Idade | Origem              | Colocação                                      |
| ---------------- | ----- | ------------------- | ---------------------------------------------- |
| Dahli            | 30    | Phoenix, AZ         | Vencedor (em 21 de Dezembro de 2021)           |
| HoSo Terra Toma  | 19    | Seul, Coreia do Sul | Finalistas (em 21 de Dezembro de 2021)         |
| Saint            | 25    | Harlem, NY          | Finalistas (em 21 de Dezembro de 2021)         |
| Sigourney Beaver | 29    | Chicago, IL         | Finalistas (em 21 de Dezembro de 2021)         |
| La Zavaleta      | 24    | Brooklyn, NY        | 5° Lugar (Eliminada em 30 de Novembro de 2021) |
| Jade Jolie       | 34    | Louisville, KY      | 6° Lugar (Eliminada em 23 de Novembro de 2021) |
| Bitter Betty     | 40    | Los Angeles, CA     | 7º Lugar (Eliminada em 16 de Novembro de 2021) |
| Merrie Cherry    | 38    | Brooklyn, NY        | 8º Lugar (Eliminada em 9 de Novembro de 2021)  |
| Koco Caine       | 26    | Tulsa, OK           | 9º Lugar (Eliminada em 2 de Novembro de 2021)  |
| Astrud Aurelia   | 24    | Phoenix, AZ         | 10º Lugar (Eliminada em 26 de Outubro de 2021) |
| Formelda Hyde    | 21    | Phoenix, AZ         | 11º Lugar (Eliminada em 19 de Outubro de 2021) |

## Progresso das Participantes
| Participantes    | 1      | 2      | 3      | 4      | 5      | 6      | 7      | 8      | 9         | 10        |
| ---------------- | ------ | ------ | ------ | ------ | ------ | ------ | ------ | ------ | --------- | --------- |
| Dahli            |        | BOM    | BOM    | VENCEU | BOM    | BOM    | BTM3   | VENCEU | Finalista | Vencedor  |
| HoSo Terra Toma  | BOM    | BOM    | SALVA  | BOM    | BTM3   | VENCEU | VENCEU | BTM3   | Finalista | Finalista |
| Saint            | SALVA  | VENCEU | BTM2   | BOM    | BOM    | BOM    | BOM    | BTM3   | Finalista | Finalista |
| Sigourney Beaver | BOM    | SALVA  | BOM    | BTM4   | VENCEU | BTM2   | BTM3   | BTM3   | Finalista | Finalista |
| La Zavaleta      | BTM2   | BOM    | VENCEU | BOM    | BTM3   | RUIM   | EXTRM  |        | Convidada |           |
| Jade Jolie       | SALVA  | SALVA  | SALVA  | BTM4   | SALVA  | EXTRM  |        |        | Convidada |           |
| Bitter Betty     | RUIM   | BTM2   | BOM    | BTM4   | EXTRM  |        |        |        | Convidada |           |
| Merrie Cherry    | SALVA  | SALVA  | SALVA  | EXTRM  |        |        |        |        | Convidada |           |
| Koco Caine       | BOM    | RUIM   | EXTRM  |        |        |        |        |        | Convidada |           |
| Astrud Aurelia   | VENCEU | EXTRM  |        |        |        |        |        |        | Convidada |           |
| Formelda Hyde    | EXTRM  |        |        |        |        |        |        |        | Convidada |           |

     O participante venceu The Boulet Brothers' Dragula Season 4.
     Os participantes se tornaram finalistas da temporada.
     O participante venceu o desafio da semana.
     O participante recebeu críticas positivas, mas foi declarada "salva" no último instante.
     O participante recebeu críticas negativas, mas foi declarada "salva" no último instante.
     A participante esteve apta à exterminação.
     A participante foi exterminada.

## Exterminações
| Episódio | Participantes    | Participantes   | Participantes    | Desafio                                                  | Exterminado    |
| -------- | ---------------- | --------------- | ---------------- | -------------------------------------------------------- | -------------- |
| 1        | Formelda Hyde    | vs.             | La Zavaleta      | Enterrado vivo.                                          | Formelda Hyde  |
| 2        | Astrud Aurelia   | vs.             | Bitter Betty     | Mergulhar o braço em um aquário com sangessugas.         | Astrud Aurelia |
| 3        | Koco Caine       | vs.             | Saint            | Ficar montada por mais tempo em um touro mecânico.       | Koco Caine     |
| 4        | Bitter Betty     | Bitter Betty    | Bitter Betty     | Terapia de Choque em cadeiras elétricas.                 | Merrie Cherry  |
| 4        | Jade Jolie       |                 |                  | Terapia de Choque em cadeiras elétricas.                 | Merrie Cherry  |
| 4        | Merrie Cherry    |                 |                  | Terapia de Choque em cadeiras elétricas.                 | Merrie Cherry  |
| 4        | Sigourney Beaver |                 |                  | Terapia de Choque em cadeiras elétricas.                 | Merrie Cherry  |
| 5        | Bitter Betty     | Bitter Betty    | Bitter Betty     | Posar para fotos no mar.                                 | Bitter Betty   |
| 5        | HoSo Terra Toma  |                 |                  | Posar para fotos no mar.                                 | Bitter Betty   |
| 5        | La Zavaleta      |                 |                  | Posar para fotos no mar.                                 | Bitter Betty   |
| 6        | Jade Jolie       | vs.             | Sigourney Beaver | Entrar em uma câmara infestada de baratas.               | Jade Jolie     |
| 7        | Dahli            | Dahli           | Dahli            | Ficar em látex selado a vácuo pelo maior tempo possível. | La Zavaleta    |
| 7        | La Zavaleta      |                 |                  | Ficar em látex selado a vácuo pelo maior tempo possível. | La Zavaleta    |
| 7        | Sigourney Beaver |                 |                  | Ficar em látex selado a vácuo pelo maior tempo possível. | La Zavaleta    |
| 8        | HoSo Terra Toma  | HoSo Terra Toma | HoSo Terra Toma  | Competir em uma corrida com diferentes veículos.         | Nenhum         |
| 8        | Saint            |                 |                  | Competir em uma corrida com diferentes veículos.         | Nenhum         |
| 8        | Sigourney Beaver |                 |                  | Competir em uma corrida com diferentes veículos.         | Nenhum         |

     A participante foi exterminada após sua primeira participação em um desafio de exterminação.
     A participante foi exterminada após sua segunda participação em um desafio de exterminação.
     A participante foi exterminada após sua terceira participação em um desafio de exterminação.

## Jurados Convidados
| Episode | Jurados Convidados                                                                       |
| ------- | ---------------------------------------------------------------------------------------- |
| 1       | Tananarive Due, autora Darren Stein, diretor, roteirista e produtor                      |
| 2       | Vanessa Hudgens, atriz e cantora GG Magree, produtora musical, DJ e cantora              |
| 3       | Trixie Mattel, drag queen, cantora e compositora Orville Peck, cantor country            |
| 4       | Poppy, cantora e compositora Rachel True, atriz                                          |
| 5       | Kristian Nairn, ator e DJ Phil Nobile Jr., escritor, produtor e diretor                  |
| 6       | Bonnie Aarons, atriz e escritora Landon Cider, vencedor da terceira temporada de Dragula |
| 7       | Ray Santiago, ator Misha Osherovic, ator, cineasta e ativista                            |
| 8       | Bob the Drag Queen, artista drag, comediante Harvey Guillén, ator                        |

## Episódios
| Episódio | Titulo                  | Data de exibição original | Resumo do Episódio |
| -------- | ----------------------- | ------------------------- | --- |
| 1        | Horror Icons Reimagined | 19 de Outubro de 2021     | Desafio do Fright Feat: Chegar ao final de um labirinto assombrado; o participante que não chegar ao final será imediatamente exterminado da competição. Prêmio do Fright Feat: Kit de maquiagem de efeitos especiais. Vencedor do Fright Feat: Todos Desafio do Floor Show: Escolher um ícone clássico do horror e reimaginar um look inteiramente novo. O ícone escolhido pode ser derivado de um filme, livro, história em quadrinhos, televisão ou video games. - Astrud Aurelia: Xenomorfo do filme Alien. - Bitter Betty: Elvira do filme Elvira, Mistress of the Dark. - Formelda Hyde: Boneco Billy da franquia Saw. - HoSo Terra Toma: Beldam (também conhecido como A Outra Mãe) da novela Coraline e do filme do mesmo nome. - Jade Jolie: Sarah Sanderson do filme Abracadabra. - Koco Caine: Morticia Addams de A Família Addams. - La Zavaleta: Homem Pálido de O Labirinto do Fauno. - Merrie Cherry: Homem de Marshmallow Stay Puft de Os Caça-Fantasmas. - Saint: Leatherface de O Massacre da Serra Elétrica. - Sigourney Beaver: A Noiva do Frankenstein do filme de mesmo nome. Prêmio do Floor Show: US$1.000 em saltos, sapatos ou botas. Vencedor do Floor Show: Astrud Aurelia Desafio de exterminação: As participantes devem ser enterradas vivas enquanto insetos, água e terra são jogaos dentro do caixão. Participantes: Formelda Hyde e La Zavaleta Exterminada: Formelda Hyde |
| 2        | Nosferatu Beach Party   | 26 de Outubro de 2021     | Desafio do Fright Feat: Comer uma cabeça de alho inteira e uma taça de sangue de porco. Prêmio do Fright Feat: Escolher as duplas para a dublagem do desafio no Floor Show. Vencedor do Fright Feat: La Zavaleta Desafio do Floor Show: Desenhar e criar um look original para uma festa noturna na praia apenas para vampiros. Depois, perfomar uma dublagem com sua dupla no Floor Show. As duplas são: - La Zavaleta e Saint - Koco Caine e Merrie Cherry - Astrud Aurelia e Sigourney Beaver - HoSo Terra Toma e Dahli - Bitter Betty e Jade Jolie. Vencedor do Floor Show: Saint Desafio de exterminação: As participantes irão submergir seus braços em um aquário com sanguessugas e deixar que elas se alimentem com seu sangue. Participantes: Astrud Aurelia e Bitter Betty Exterminada: Astrud Aurelia |
| 3        | Weird Wild West         | 2 de Novembro de 2021     | Desafio do Floor Show: Idealizar, criar e apresentar um look original baseado e inspirado no tema Weird Wild West. O look precisa conter ambos traços da cultura do velho oeste como também tons de horror e ficção científica. Prêmio do Floor Show: maratona de compras na Fright-Rags no valor de US$1.000. Vencedor: La Zavaleta Desafio de exterminação: As participantes irão montar em um touro mecânico e quem permanecer menos tempo será exterminada. Participantes: Koco Caine e Saint Exterminada: Koco Caine |
| 4        | Monsters of Rock        | 9 de Novembro de 2021     | Desafio do Floor Show: Divididos em bandas, criar uma perfomance de rock e dublagem da música "Bite Your Teeth", da Poppy. - Glam Rot: Sigourney Beaver, Bitter Betty, Jade Jolie e Merrie Cherry. - Zenith: Dahli, HoSo Terra Toma, La Zavaleta e Saint. Prêmio do Floor Show: participar de uma edição da Heavy Metal Magazine. Vencedor: Dahli Desafio de exterminação: As participantes direcionam choques umas as outras em uma terapia de choque. Participantes: Bitter Betty, Jade Jolie, Merrie Cherry e Sigourney Beaver. Exterminada: Merry Cherry |
| 5        | Ghostship Glamour       | 16 de Novembro de 2021    | Desafio do Fright Feat: Encontrar uma chave escondida na área de trabalho. Prêmio do Fright Feat: A chave permite que o vencedor se salve ou envie alguém para a exterminação. Vencedor do Fright Feat: Jade Jolie Escolha da chave: Jade Jolie enviou Bitter Betty para a exterminação Desafio do Floor Show: Criar e apresentar um look no tema "espíritos do mar" e dublar a música "Wicked Love", dos Boulet Brothers. Vencedora do Floor Show: Sigourney Beaver Desafio de exterminação: Posar para fotos no oceano. Participantes: Bitter Betty, HoSo Terra Toma e La Zavaleta Exterminada: Bitter Betty |
| 6        | Hairy Monsters!         | 23 de Novembro de 2021    | Desafio do Floor Show: Criar umm look inspirado por criaturas cabeludas. Prêmio do Floor Show: maratona de compras no valor de US$1.000 na Arda Wigs. Vencedora do Floor Show: HoSo Terra Toma Desafio de exterminação: Entrar numa sala e ser coberta de baratas. Participantes: Jade Jolie e Sigourney Beaver Exterminada: Jade Jolie |
| 7        | Exosisters              | 30 de Novembro de 2021    | Desafio do Fright Feat: Refazer as sobrancelhas da Peaches Christ. Prêmio do Fright Feat: Determinar os papéis de cada um no desafio de atuação. Vencedor do Fright Feat: La Zavaleta Desafio do Floor Show: Estrear no filme de terror. Prêmio do Floor Show: Participar de um fimle produzido pela Dread. Vencedora do Floor Show: HoSo Terra Toma Desafio de exterminação: Ter o corpo inteiramente selado à vácuo em latéx. Participantes: Dahli, La Zavaleta e Sigourney Beaver Exterminada: La Zavaleta |
| 8        | Killer Clowns           | 7 de Dezembro de 2021     | Desafio do Fright Feat: Através de arremessos, derrubar os oponentes numa piscina. Prêmio do Fright Feat: Escolher os veículos de cada participante no desafio de exterminação. Vencedor do Fright Feat: Dahli Desafio do Floor Show: Criar e apresentar um look inspirado por palhaços assassinos. Vencedor do Floor Show: Dahli Desafio de exterminação: Pista de obstáculos com palhaços. Cada participante possui um veículo diferente. Participantes: Todos. Exterminada: Nenhum |
| 9        | Last Supper             | 14 de Dezembro de 2021    | As participantes da quarta temporada de Dragula participação da reunião. Ao fim da reunião, é mostrado que Dahli, Sigourney Beaver, Saint e HoSo Terra Toma avançaram para a grande final. |
| 10       | Finale                  | 21 de Dezembro de 2021    | Desafio do Floor Show: Criar e apresentar três looks, realizando performances seguindo os três princípios de Dragula: glamour, filfth e horror. Durante o Floor Show do glamour, as participantes devem dublar a música "Change the Paradigm", da Austra. Prêmio do Floor Show: O título de mais novo Supermonstro Drag do Mundo e US$ 100.000. Vencedor da temporada: Dahli Finalistas: HoSo Terra Toma, Saint e Sigourney Beaver |